# Alstroemeria fuscovinosa
Alstroemeria fuscovinosa es una especie fanerógama, herbácea, perenne y rizomatosa perteneciente a la familia de las alstroemeriáceas. Se halla distribuida en el sudeste de Brasil. Es un geófito tuberoso y crece principalmente en el bioma tropical estacionalmente seco.

## Taxonomía
Alstroemeria fuscovinosa fue descrita por Pierfelice Ravenna, y publicado en Onira, 4: 34 (2000).